# Montanera
Montanera település Olaszországban, Piemont régióban, Cuneo megyében. Lakosainak száma 699 fő (2023. január 1.). Montanera Centallo, Fossano, Sant’Albano Stura, Castelletto Stura és Morozzo községekkel határos.

## Népesség
A település lakossága az elmúlt években az alábbi módon változott:
| Lakosok száma | 751  | 745  | 699  |
|               | 2017 | 2018 | 2023 |